# Mémorial Manuel Sanroma
Le Mémorial Manuel Sanroma est une course cycliste disputée autour d'Almagro, dans la région de Castille-La Manche. Elle rend hommage à l'ancien coureur cycliste Manuel Sanroma, mort lors de la 4e étape du Tour de Catalogne 1999 à la suite d'une chute.
Les éditions 2006 et 2007 sont disputées sous la forme d'un critérium professionnel. Elles sont remportées par Óscar Sevilla et Alberto Contador. La course redescend ensuite dans le calendrier amateur espagnol. En 2014, elle est pour la première fois organisée sur deux étapes. L'édition 2021 est annulée en raison de la pandémie de Covid-19. 

## Palmarès depuis 2006
| Année | Vainqueur               | Deuxième                   | Troisième                |
| ----- | ----------------------- | -------------------------- | ------------------------ |
| 2006  | Óscar Sevilla           | José Ángel Gómez Marchante | Manuel Beltrán           |
| 2007  | Alberto Contador        | Óscar Sevilla              | José Antonio Pecharromán |
| 2008  | Javier Ramírez Abeja    | Raúl García de Mateos      | Juan Luque               |
| 2009  | Francisco Cordón        | José Vicente Toribio       | Antonio Cervera          |
| 2010  | Raúl García de Mateos   | Diego Milán                | Raúl Alarcón             |
| 2011  | Iván Martínez           | Adrián Alvarado            | José Belda               |
| 2012  | Raúl García de Mateos   | Ángel Vallejo              | Esteban Plaza (es)       |
| 2013  | Samuel Nicolás          | Andrés Sánchez Vives       | Esteban Plaza (es)       |
| 2014  | José Antonio de Segovia | Juan Camacho               | Juan Antonio López-Cózar |
| 2015  | Jesús Alberto Rubio     | Ismael Piñera              | Antonio Cánovas          |
| 2016  | Óscar Hernández         | Marcos Jurado              | Daniel Sánchez           |
| 2017  | Leonel Coutinho         | Ángel de Julián            | Óscar Pelegrí            |
| 2018  | Francesc Zurita         | Alejandro Gómiz            | Ángel Fuentes            |
| 2019  | Bartosz Rudyk           | Nahuel D'Aquila            | Miguel Ángel Fernández   |
| 2020  | David Martín Romero     | Miguel Ángel Ballesteros   | Adrián Cobos             |
| 2021  | annulé                  |                            |                          |
| 2022  | Fernando Tercero        | Davide Piganzoli           | Andoni López de Abetxuko |
| 2023  | Francisco García Rus    | Sergi Darder               | Haimar Etxeberria        |
| 2024  | Ricardo Zurita          | Daniel Cavia               | Francisco García Rus     |
| 2025  | Daniil Kazakov          | Joan Martí Bennassar       | Estanislao Calabuig      |